# Roger Lespagnard
Roger Lespagnard (Luik, 4 oktober 1946) is een Belgische voormalige atleet en politicus.

## Loopbaan
Lespagnard was als atleet aangesloten bij RFC Luik. Hij beoefende de tienkamp en zevenkamp. Hij nam driemaal deel aan de Olympische Spelen, maar veroverde bij die gelegenheden geen medailles. Na zijn sportieve loopbaan werd Lespagnard beroepshalve leraar.
Lespagnard ging ook in de politiek voor de PSC en later het cdH. Van 1978 tot 1980 was hij kabinetsmedewerker van minister Michel Hansenne en van 1987 tot 1992 kabinetsmedewerker van Jean-Pierre Grafé, voorzitter van de Franse Gemeenschapsraad en daarna minister in de Franse Gemeenschapsregering. Van 1982 tot 2018 was hij gemeenteraadslid van Fléron, waar hij van 1988 tot 2000 en van 2003 tot 2006 schepen was. Van 2010 tot 2018 was hij burgemeester van Fléron. Van 1995 tot 1999 zetelde hij ook in de Kamer van volksvertegenwoordigers. In 2018 verliet hij de gemeentepolitiek van Fléron nadat enkele gemeenteraadsleden van zijn fractie op verjonging aandrongen.
Daarnaast bleef hij als trainer/coach actief in de atletieksport. Zo leidde hij als technisch directeur van de Federatie van Atletiek de Belgische delegatie bij de Olympische Zomerspelen van 1982 en 1986. Ook was hij fitnesscoach van voetbalclub Standard Luik.
Als coach had hij onder meer het meerkamptalent Nafissatou Thiam onder zijn hoede, die hij begeleidde naar het goud op de zevenkamp op de Olympische Spelen in Rio in 2016, op die van Tokio in 2020/2021. Alsook op het WK in Londen in 2017 en WK in Eugene in 2022. Voor deze prestaties werd hij in België driemaal verkozen tot Coach van het jaar.

## Belgische kampioenschappen
| Onderdeel            | Jaar                   |
| -------------------- | ---------------------- |
| polsstokhoogspringen | 1969, 1970, 1972       |
| tienkamp             | 1966, 1967, 1969, 1976 |

## Persoonlijk record
| Onderdeel | Prestatie         | Datum | Plaats  |
| --------- | ----------------- | ----- | ------- |
| tienkamp  | 7759 (oude tabel) | 1973  | München |

## Palmares

### polsstokhoogspringen
- 1965:  BK AC - 4,10 m
- 1966:  BK AC - 4,20 m
- 1967:  BK AC - 4,20 m
- 1968:  BK AC - 4,30 m
- 1969:  BK AC - 4,30 m
- 1970:  BK AC - 4,50 m
- 1971:  BK AC - 4,50 m
- 1972:  BK AC - 4,60 m
- 1973:  BK AC - 4,50 m
- 1975:  BK AC - 4,80 m
- 1976:  BK AC - 4,40 m

### hoogspringen
- 1970:  BK AC - 1,90 m
- 1971:  BK AC - 1,98 m

### tienkamp
- 1966:  BK AC - 6945 p
- 1967:  BK AC - 7042 p
- 1968: 17e OS in Mexico - 7125 p
- 1969:  BK AC - 6859 p
- 1971:  BK AC - 7466 p
- 1972: 14e OS in München - 7519 p
- 1976: 19e OS in Montreal - 7322 p
- 1976:  BK AC - 7391 p
- 1977:  BK AC - 7461 p

## Onderscheidingen
- 1967: Gouden Spike
- 2016: Coach van het jaar
- 2017: Coach van het jaar
- 2022: Orde van Verdienste van het BOIC
- 2022: Coach van het jaar